# Filmåret 1924

## Årets filmer

### 0-9
- 33.333

### A - G
- Aelita
- Ballet Mécanique
- Björn Mörk
- Bland landsmän i Amerika
- Carl XII:s kurir
- Dan, tant och lilla fröken Söderlund
- Den förgyllda lergöken
- Den sista kavaljeren
- Die Nibelungen
- Där fyren blinkar
- En piga bland pigor
- Fart, flickor och faror
- Flickan från Paradiset
- Folket i Simlångsdalen
- Friarna på Långesten
- Fritiofs saga
- Girl Shy
- Grevarna på Svansta
- Gösta Berlings saga[1]

### H - N
- Halta Lena och vindögda Per
- Han som får örfilarna
- Herr Vinners stenåldersdröm
- Högsta vinsten
- Inför högre rätt
- L'Inhumaine
- Järnhästen
- Livet på landet
- Löjen och tårar
- Med Dalälven från källorna till havet
- När millionerna rulla

### O - U
- Se Sverige!
- Sista skrattet
- Skepp Ohoj!
- Sten Stensson Stéen från Eslöv
- Studenterna på Tröstehult
- Sverige – vårt vackra land
- Tjuven i Bagdad
- Trollebokungen
- Unge greven ta'r flickan och priset

### V - Ö
- Vargmiraklet
- Våghalsen
- Äkta män och älskare
- Ödets man

## Födda
- 3 januari – Marianne Gyllenhammar, svensk skådespelare.
- 5 januari – Olle Grönstedt, svensk skribent, filmrecensent och skådespelare.
- 21 januari
  - Benny Hill, brittisk skådespelare och komiker.
  - Telly Savalas, amerikansk skådespelare ("Kojak")
- 9 februari – Bengt Carenborg, svensk skådespelare.
- 13 februari – Kurt Willbing, svensk barn- och ungdomsskådespelare.
- 23 februari – Claude Sautet, fransk filmregissör och manusförfattare.
- 24 februari – Abe Vigoda, amerikansk skådespelare.
- 15 mars – Walter Gotell, tysk-brittisk skådespelare.
- 23 mars – Ingrid Magnusson, svensk operasångerska och skådespelare.
- 2 april – Kurt-Olof Sundström, svensk skådespelare, regissör och manusförfattare.
- 3 april – Marlon Brando, amerikansk skådespelare.
- 7 april – Espen Skjønberg, norsk skådespelare.
- 13 april – Stanley Donen, amerikansk filmregissör.
- 25 april – Ragnar Jahn, svensk skådespelare.
- 22 maj – Charles Aznavour, fransk sångare och skådespelare.
- 6 juni – Lill Arncloo, svensk skådespelare.
- 20 juni – Audie Murphy, USA:s mest dekorerade soldat under andra världskriget och skådespelare.
- 24 juni – Ewert Ellman, svensk skådespelare.
- 11 juli – Curt "Minimal" Åström, svensk skådespelare, sångare, kompositör och textförfattare.
- 14 juli – Marianne Anderberg, svensk skådespelare.
- 20 juli – Tor Isedal, svensk skådespelare.
- 24 juli – Rune Jansson, svensk skådespelare.
- 10 augusti – Sven-Eric Gamble, svensk skådespelare.
- 13 augusti – Meta Velander, svensk skådespelare.
- 24 augusti – Ulla Holmberg, svensk skådespelare.
- 25 augusti – Allan Edwall, svensk skådespelare, författare, musiker.
- 10 september
  - Carl-Axel Heiknert, svensk skådespelare och regiassistent.
  - Sissi Kaiser, svensk skådespelare.
- 13 september – Maurice Jarre, fransk kompositör av filmmusik.
- 16 september – Lauren Bacall, amerikansk skådespelare.
- 19 september – Marianne Schüler, svensk dansare och skådespelare.
- 28 september – Marcello Mastroianni, italiensk skådespelare.
- 29 september – Marina Berti, engelsk-italiensk skådespelerska.
- 4 oktober – Charlton Heston, amerikansk filmskådespelare och författare.
- 6 oktober – Gunnar Hedberg, svensk skådespelare.
- 10 oktober – Ed Wood, amerikansk filmregissör.
- 18 oktober – Leif Liljeroth, svensk skådespelare.
- 21 oktober – Sten Gester, svensk skådespelare.
- 18 november – Philip Stone, brittisk skådespelare.
- 23 november – Ulla Akselson, svensk skådespelare.
- 27 november – Nils Åsblom, svensk skådespelare.
- 9 december – Ellika Mann, svensk skådespelare.
- 11 december – Maj-Britt Nilsson, svensk skådespelare och sångerska.
- 14 december – Raj Kapoor, indisk skådespelare.

## Avlidna
- 21 april – Eleonora Duse, 65, italiensk skådespelare.

### Fotnoter
1. ↑  IMDB, läst 29 februari 2012